# Henri Manuel
Henri Manuel (24. dubna 1874, Paříž – 11. září 1947, Neuilly-sur-Seine) byl pařížský fotograf, který sloužil jako oficiální fotograf francouzské vlády od roku 1914 do roku 1944.

## Fotografické studio

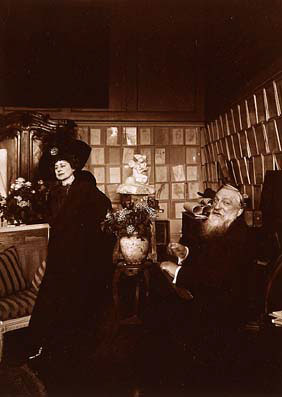
Fotografie Henriho Manuela Auguste Rodina a Duchesse de Choiseul v hotelu Hôtel Biron

V roce 1900 Manuel otevřel v Paříži portrétní studio se svým bratrem Gastonem, který se specializoval na portrétní fotografii. Manuel se rychle proslavil jako fotograf lidí ze světa politiky, umění a sportu, stejně jako fotograf umění a architektury . Brzy jeho portréty byly používány zpravodajskými agenturami a v roce 1910 Manuelovo studio začalo poskytovat komerční službu zpravodajským agenturám s fotografiemi známými jako „l'Agence universelle de reportage Henri Manuel“.
Studio se stalo největším fotografickým studiem v Paříži a předním střediskem, kam mohli chodit pracovat mladí začínající fotografové, jako byla například Thérèse Bonney. V roce 1925 se bratři přestěhovali na adresu 27 rue du Faubourg Montmartre, kde rozšířili své podnikání o módní fotografii jako Chanel, Patou, Poiret a Lanvin. V roce 1941 studio vytvořilo přes milion obrázků ze žánrů módní fotografie, fotografie zpravodajských agentur, portréty a další obrázky.
Během druhé světové války bylo studio zavřeno a většina fotografických desek byla zničena. Asi 500 z nich přežilo a nakonec přešlo do vlastnictví Médiathèque de l'architecture et du patrimoine.

## Galerie

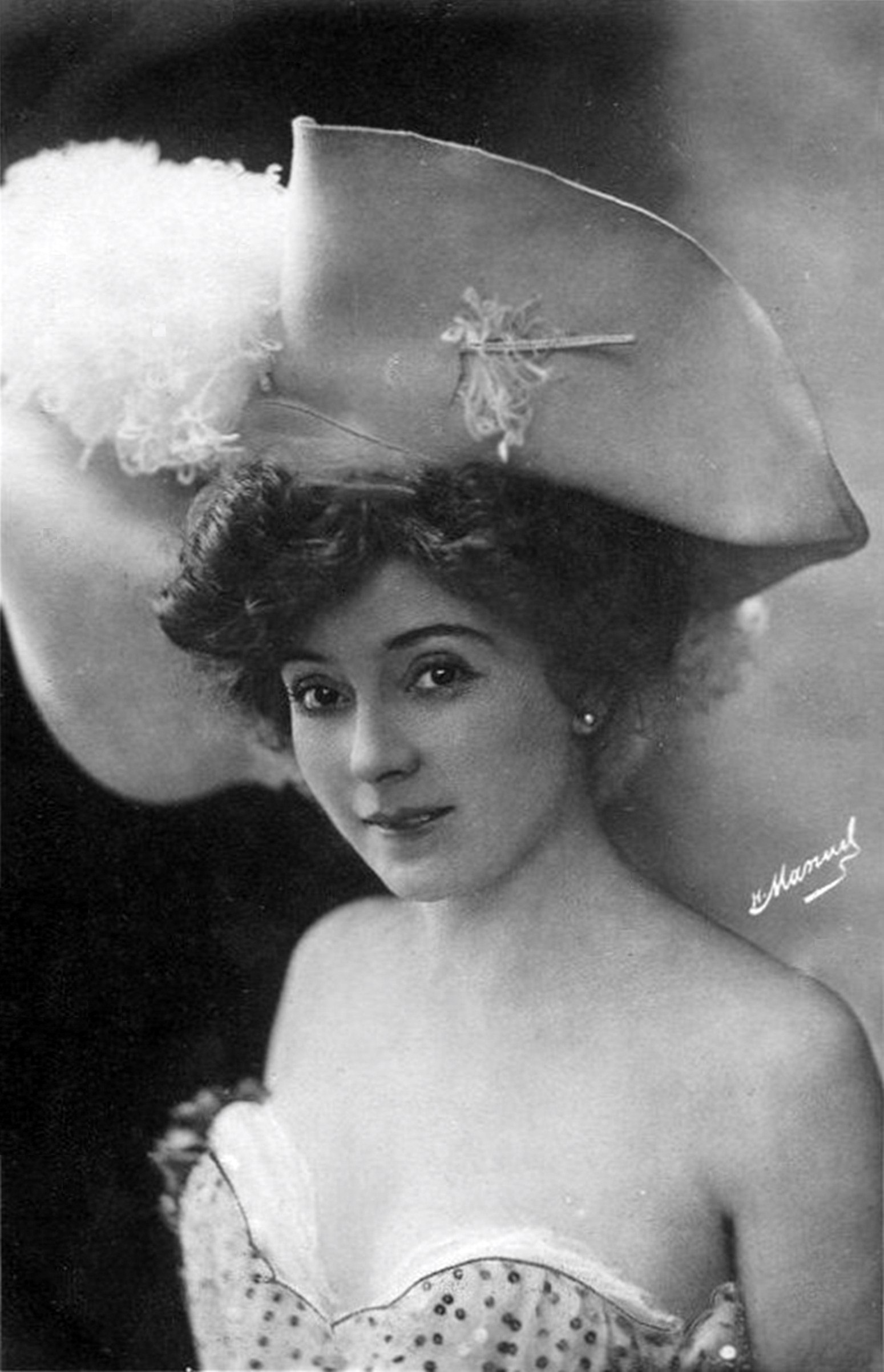
Herečka Amélie Diéterle
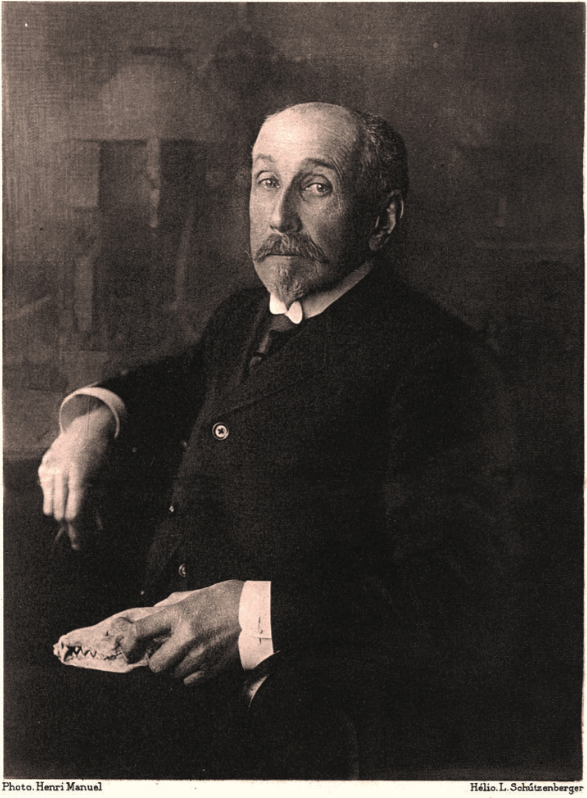
Profesor Édouard Louis Trouessart
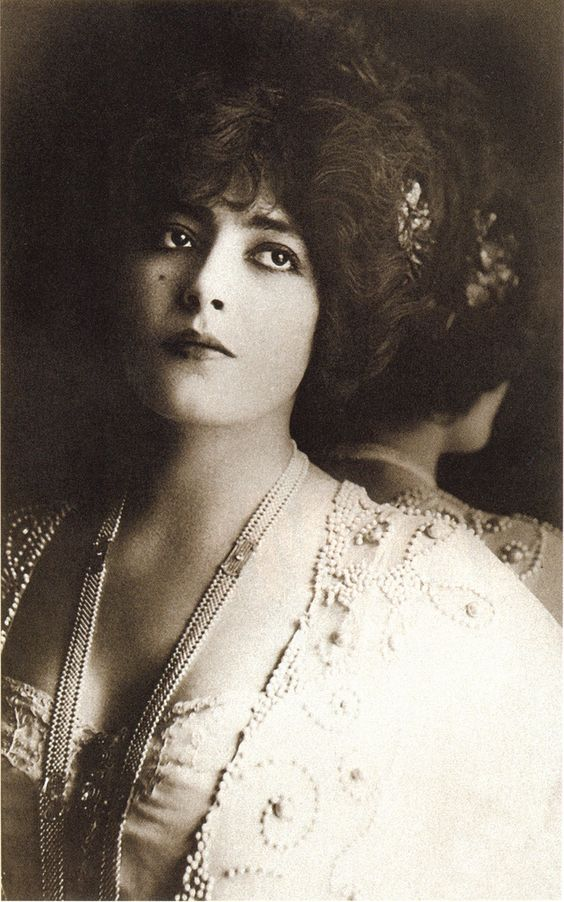
Herečka Geneviève Lantelme
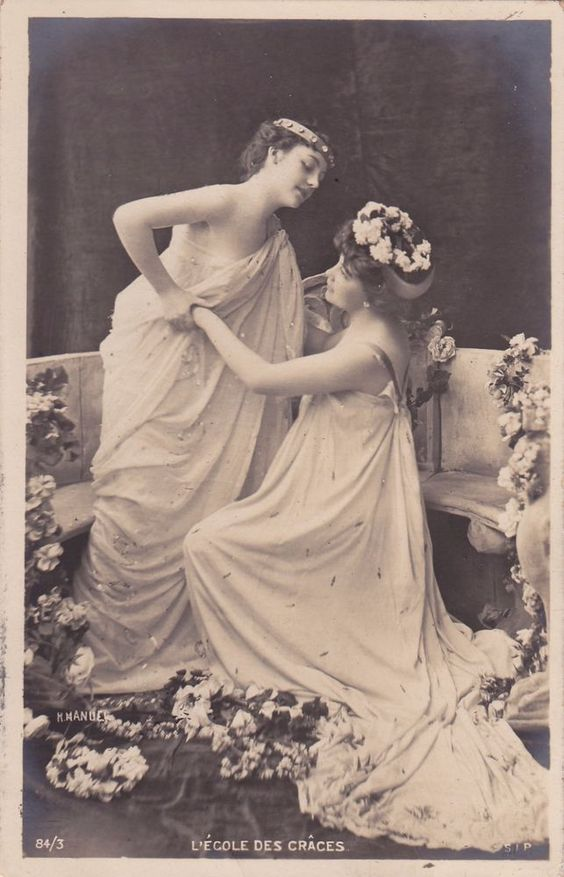
L'école des grâces
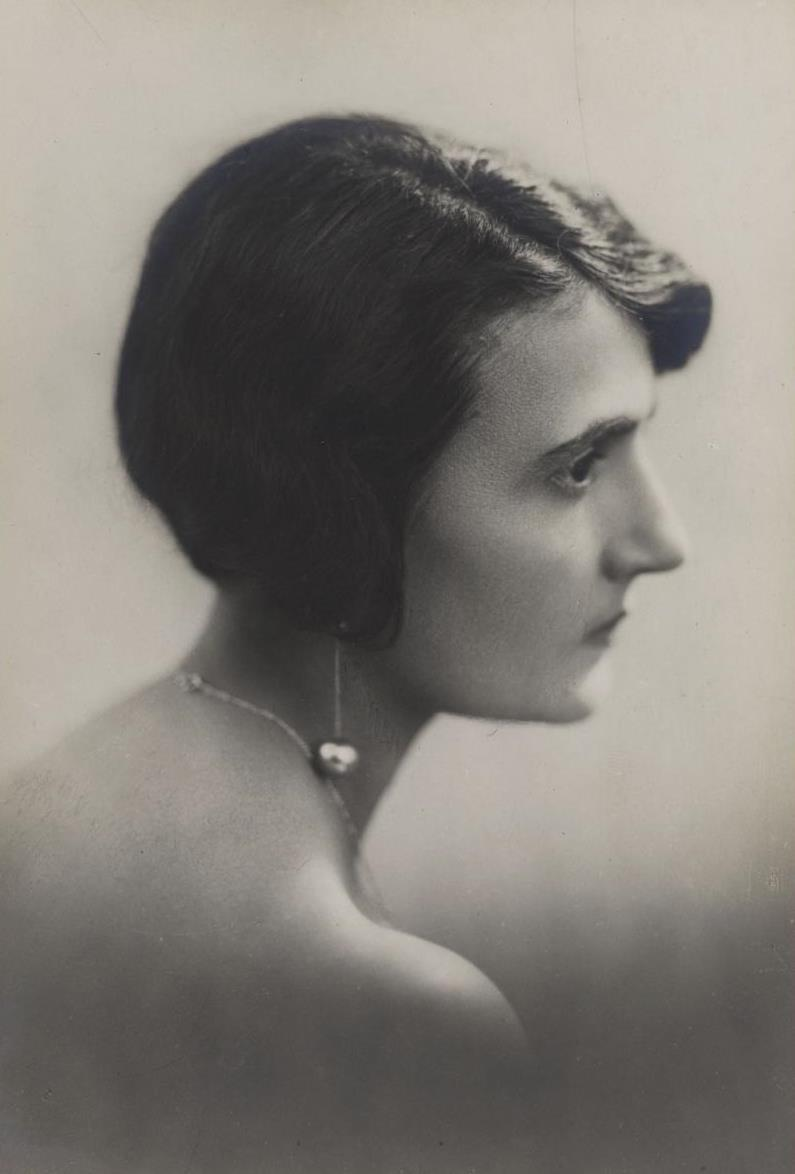
Spisovatelka Isabelle Sandy
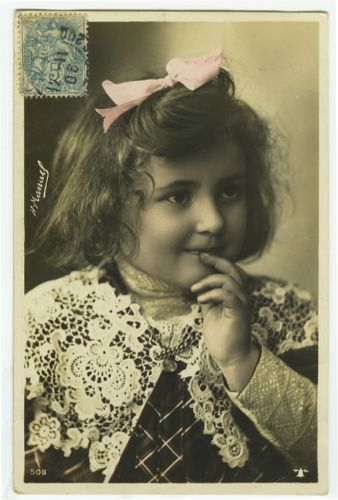
Fotografie dětí, asi 1906
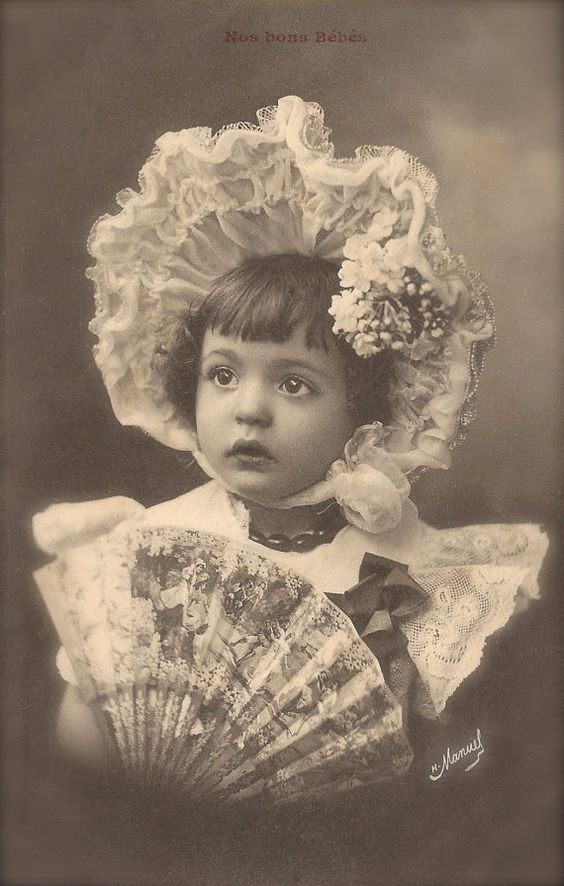
Fotografie dětí, asi 1905
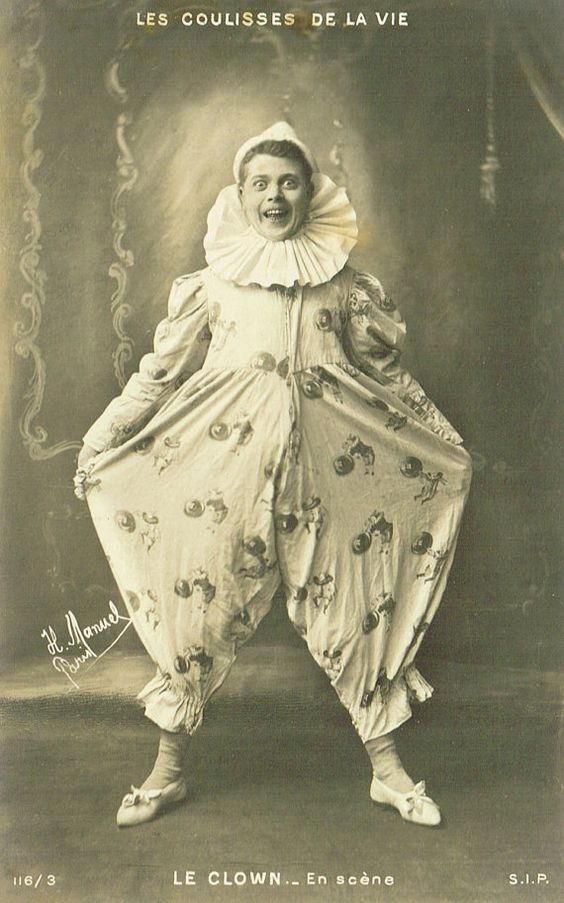
Edwardian Clown Burlesque
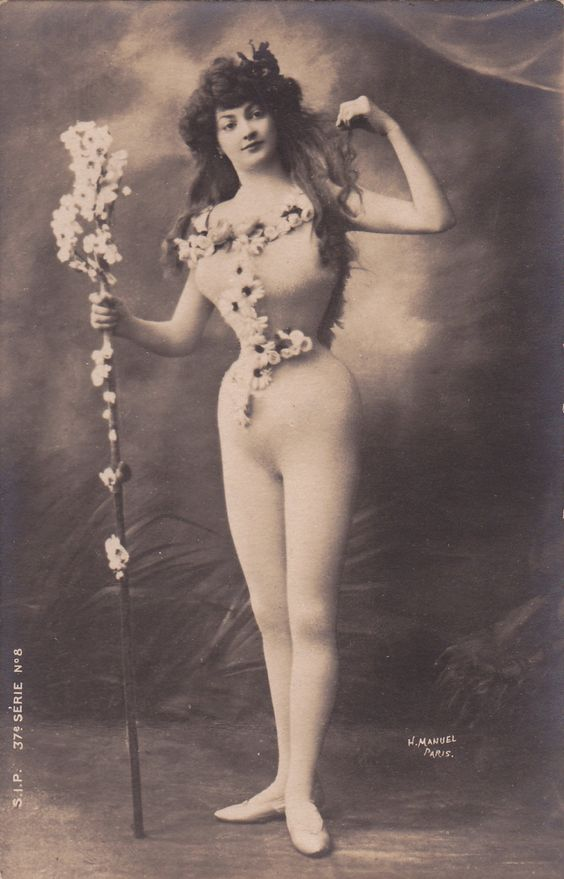
Edwardian Faux, akt
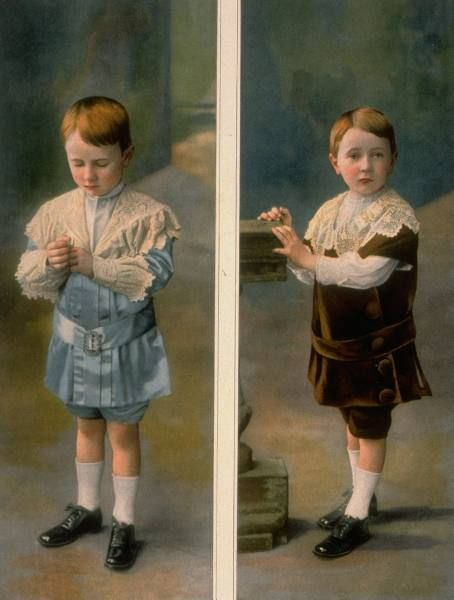
Fotografie dětí, asi 1905
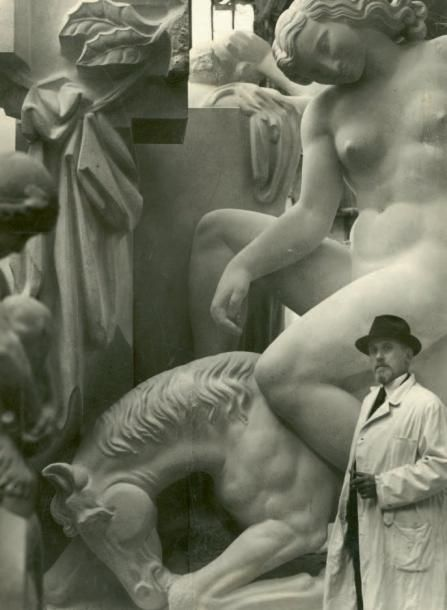
Peintres et sculpteurs, 1900–1935
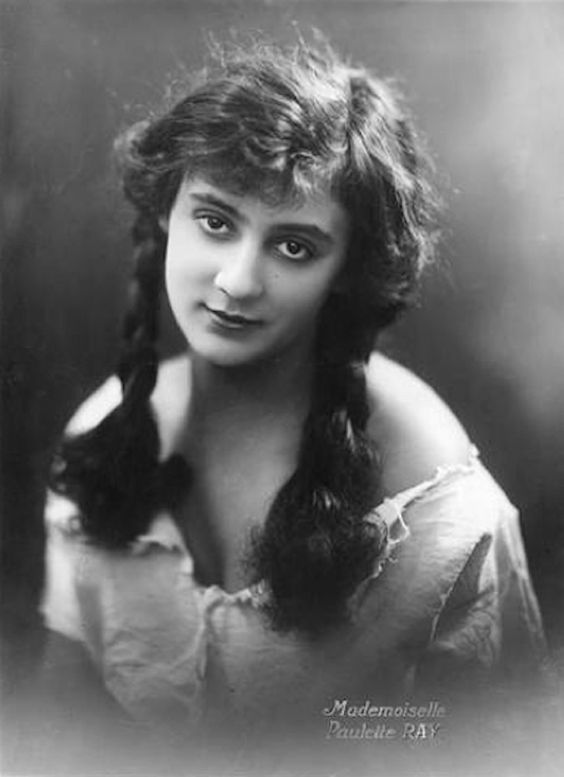
Paulette Ray, asi 1915
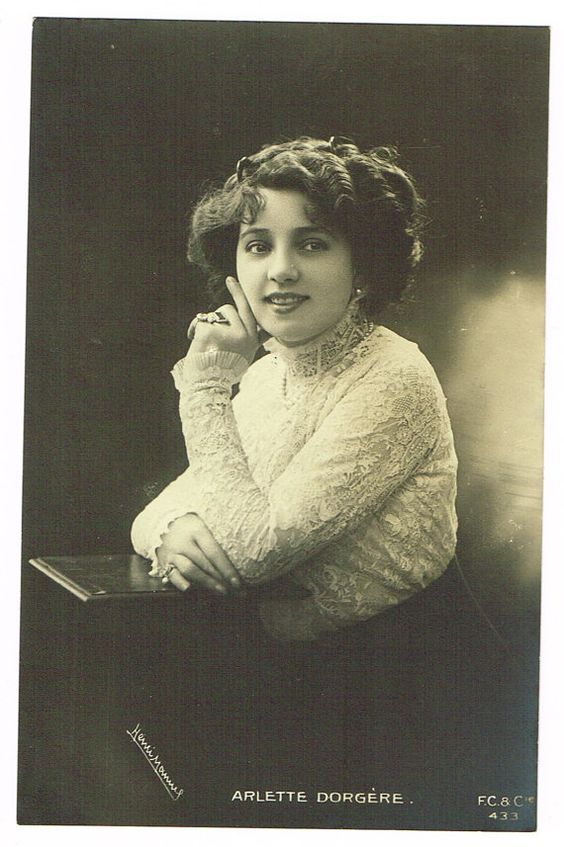
Arlette Dorgère